# Baumeister Mühle

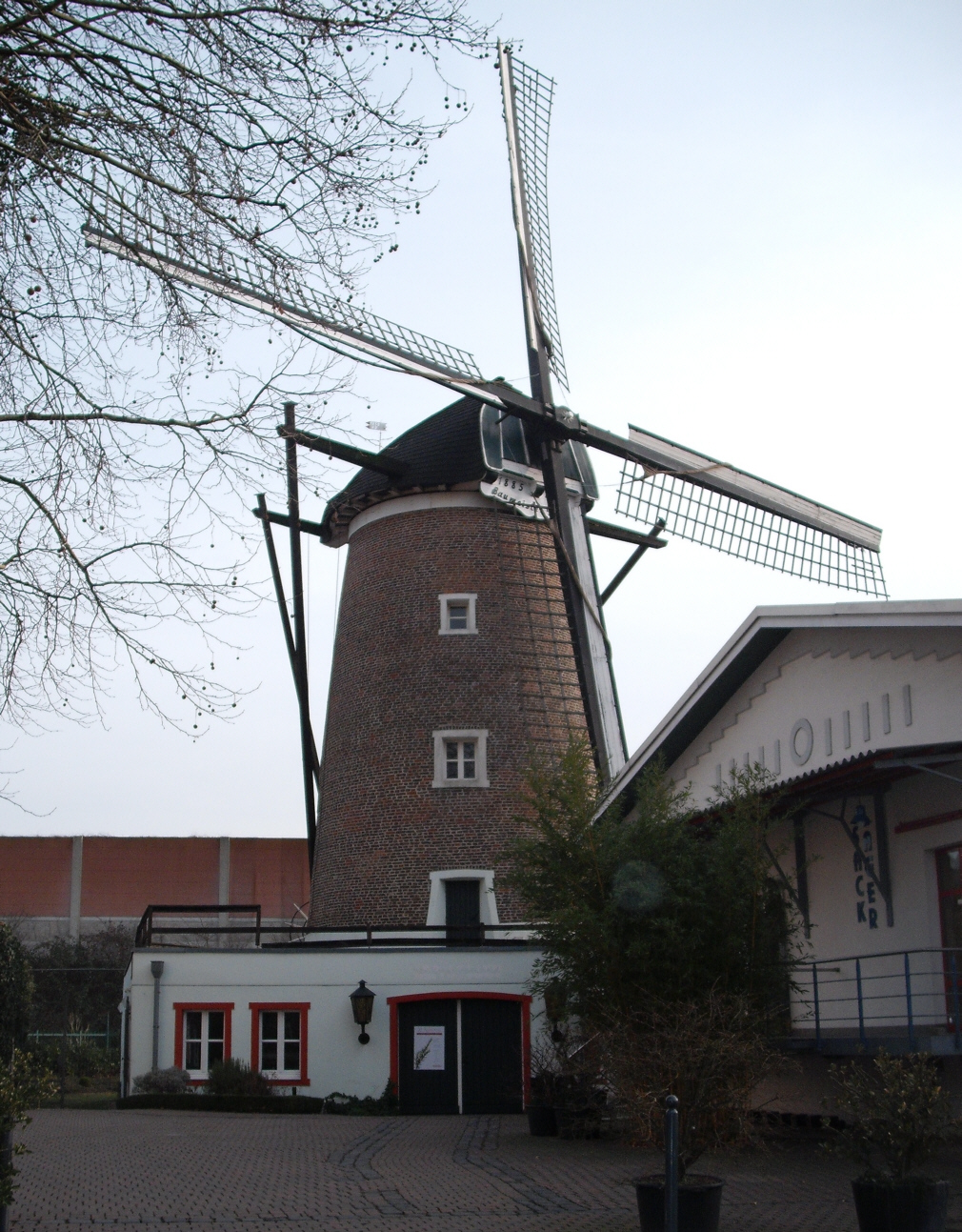
Baumeister Mühle

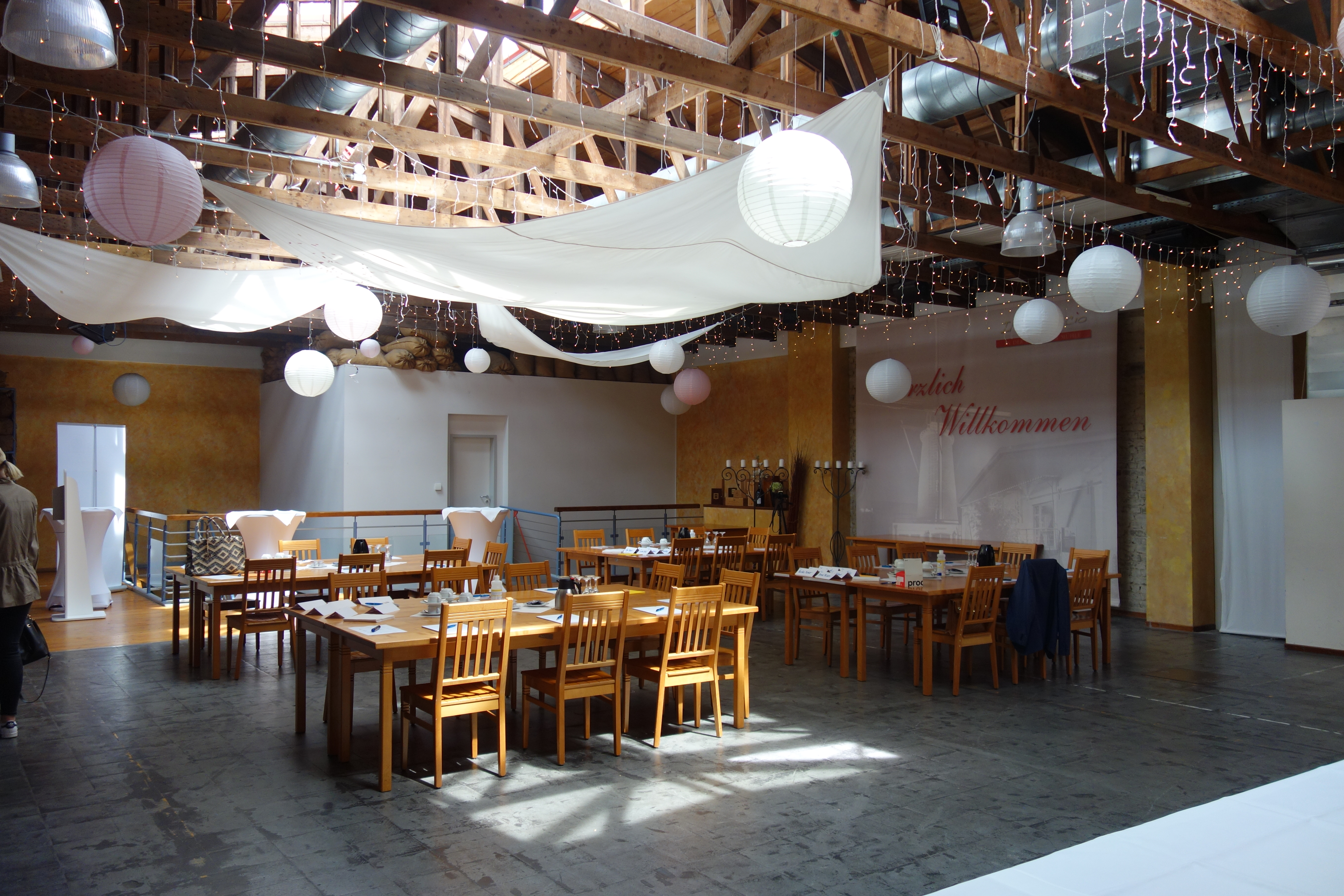
Ehemaliges Sacklager, heute Veranstaltungsort

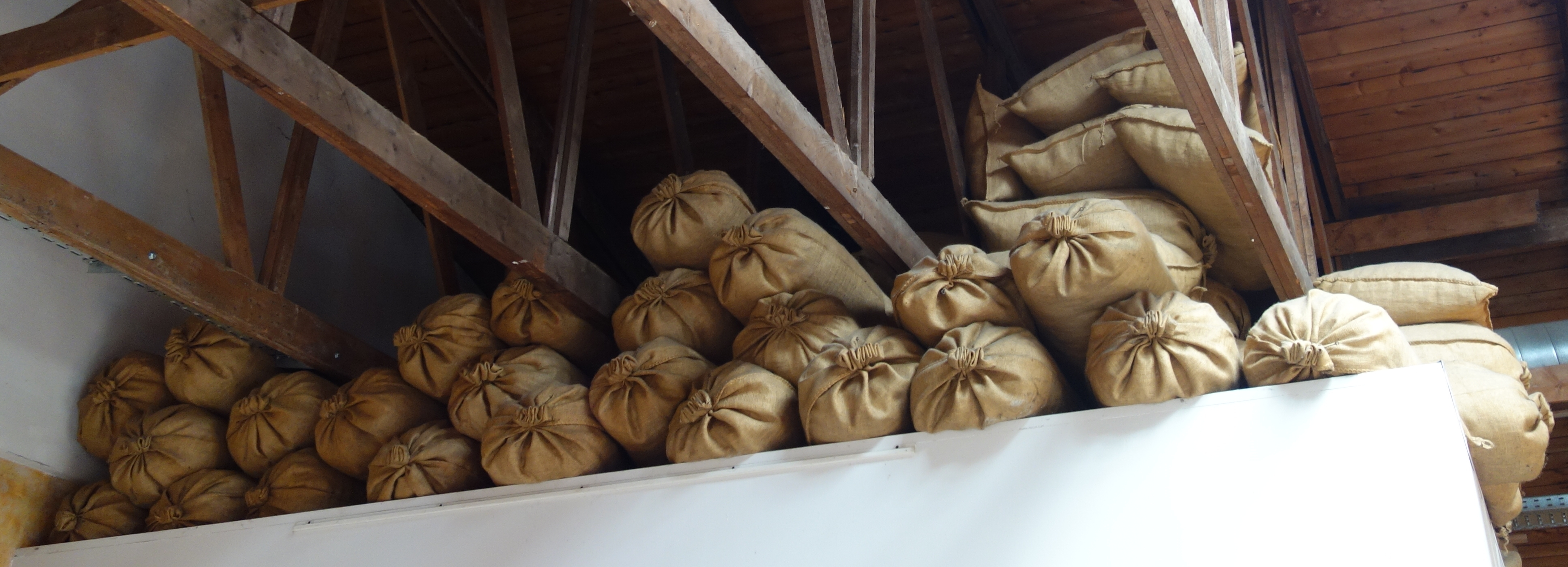
Mehlsäcke im ehemaligen Sacklager

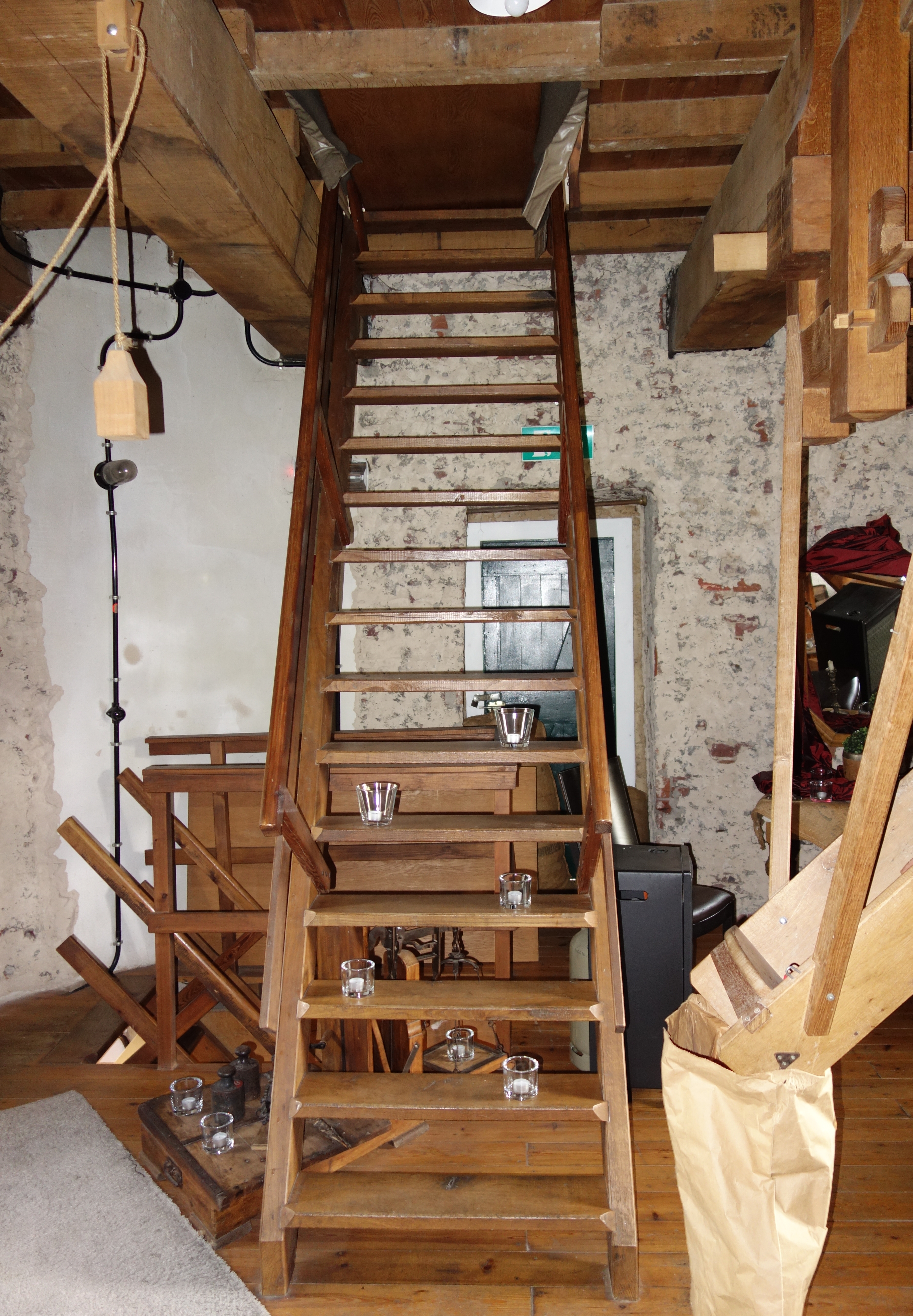
Treppenaufgang vom ersten zum zweiten Stockwerk im Innern des Mühlenturms

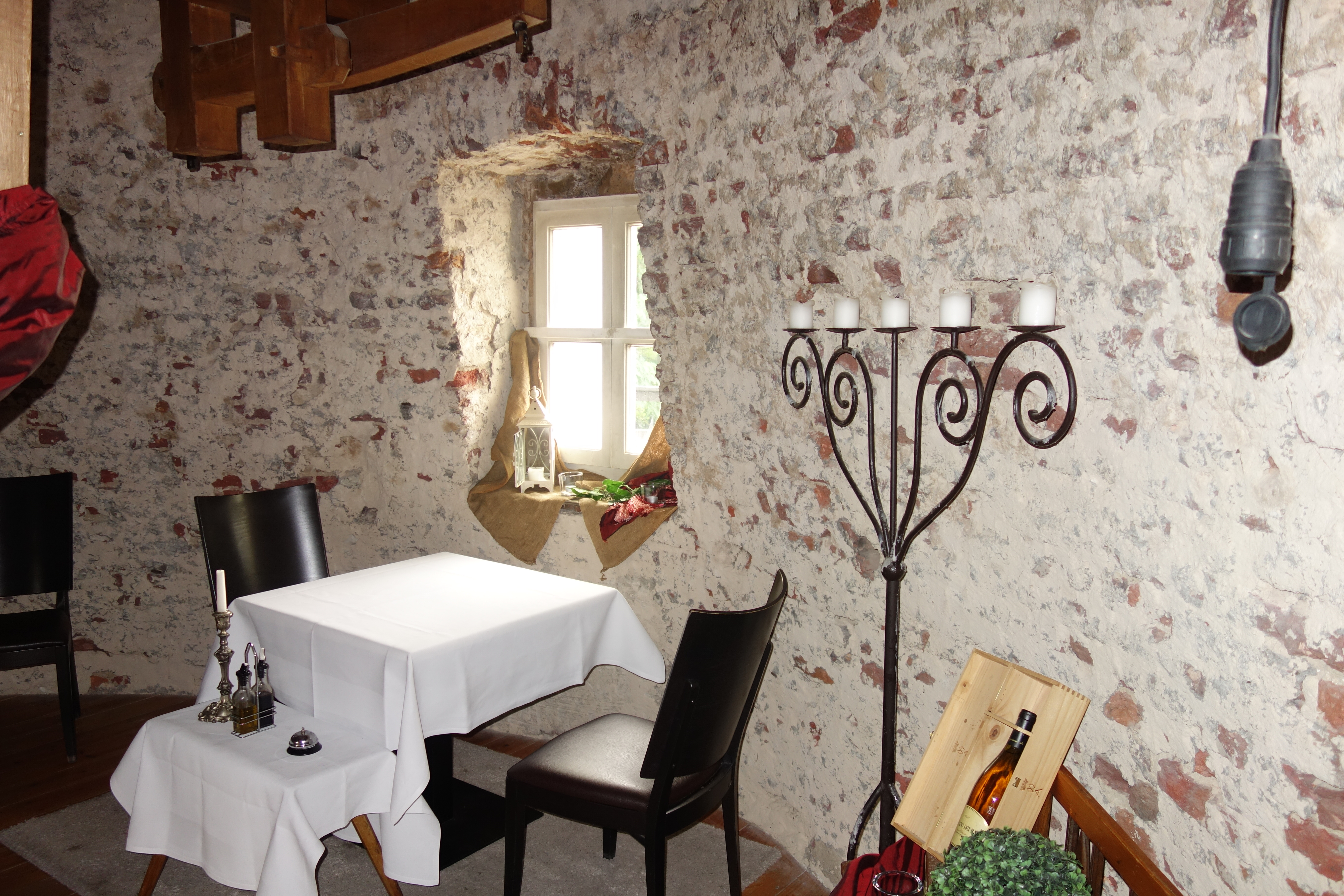
Erstes Stockwerk des Mühlenturms

Die Baumeister Mühle ist eine ehemalige Turmwindmühle im Stadtteil Buschhausen im Südwesten des Stadtbezirks Sterkrade von Oberhausen in Nordrhein-Westfalen. Sie gehört zum Typ der Holländerwindmühlen mit Steert und Segelgatterflügeln und ist bis heute voll funktionsfähig.

## Geschichte und Beschreibung
1858 wurde an der damaligen Mühlenstraße (heute Homberger Straße) in der Gemeinde Biefang im heutigen Oberhausen-Buschhausen eine Windmühle fertig gestellt, die unmittelbar danach von Heinrich Baumeister erworben wurde. Neben seinen eigenen Ernteerträgen schrotete Baumeister auch das Getreide seiner landwirtschaftlichen Nachbarn. 20 Jahre später ging die Mühle mitsamt dem Acker auf seinen Sohn Hermann Baumeister über.
Bis zum Ende des Ersten Weltkriegs wurde die Mühle durch Windkraft und mit Dampf und danach elektrisch angetrieben. Die Produktion wurde auf Kraftfutter umgestellt, da viele Einwanderer aus Ostpreußen und Polen Ackerbau und Kleintierhaltung betrieben hatten und diese Traditionen in Deutschland häufig beibehielten. Infolge steigender Nachfrage bauten die beiden Söhne von Hermann Baumeister, Leo und Karl, ein Kraftfutterwerk in Sterkrade, das 1936 abbrannte. Im selben Jahr errichtete Leo Baumeister zusammen mit seinem Bruder und seinem Vater Hermann einen neuen Betrieb in Neumühl, während Karl Baumeister die Mühle in Buschhausen bis 1961 weiter betrieb.
Nach dem Tode von Hermann Baumeister übernahm sein Sohn Leo 1945 als Erbe in der dritten Generation die Firma Hermann Baumeister Söhne in Neumühl. Die Mühle an der Homberger Straße, die 1961 stillgelegt wurde, erhielt 1975 eine neue Haube und neue Flügel, die 1990 durch einen Sturm zerstört wurden. Nachdem Leo Baumeister 1981 verstorben war, beschloss sein Sohn Hermann eine umfassende Sanierung der vom Zerfall bedrohten Mühle, wobei unter anderem der Mühlenturm wieder einen Mahlgang erhielt. Die Arbeiten begannen am 29. November 1993. Eine neue 18 Tonnen schwere Haube wurde 1994 auf den Mühlenturm gesetzt und anstelle des ursprünglichen Erdwalls ein gemauerter Unterbau um den Mühlenturm errichtet. Gleichzeitig wurde die Mühlentechnik vervollständigt.
Seitdem auch die 13 Meter langen Flügel und der Steert seit dem 1. Mai 1995 wieder funktionsfähig waren, wird in der Mühle auch wieder Getreide gemahlen. Das hieraus gebackene Brot wird im familieneigenen Feinkostladen verkauft.
Der ehemalige Mühlplatz ist heute eine gepflasterte Hoffläche vor dem Eingang zur Mühle. Auf dem Mühlengelände befinden sich das Backstein-Mühlengebäude mit vorhandenem Getriebe und Mahlwerk, die denkmalgeschützte 1903 erbaute Jugendstil-Villa des Eigentümers sowie ein erhaltenes Sacklager, in dem Theaterstücke aufgeführt werden.
Die Mühle ist auch heute noch im Besitz der Familie Baumeister. Der Unterbau der Mühle und der ehemalige Mühlplatz werden von einem gastronomischen Betrieb genutzt.

## Denkmalschutz
Die Baumeister Mühle wurde zusammen mit der Jugendstil-Villa des Eigentümers am 25. März 1987 unter der Nummer 53 in die Liste der Baudenkmäler in Oberhausen eingetragen.